# Metallothea eucrostes
Metallothea eucrostes là một loài bướm đêm trong họ Geometridae.